# Red vial del Tahuantinsuyo
La red vial del Tahuantinsuyo, también conocida como red vial inca, fue un extenso sistema de caminos desarrollado por el Tahuantinsuyo en los Andes centrales. En su apogeo, conectaba regiones y centros urbanos de lo que hoy son Colombia, Ecuador, Perú, Bolivia, Chile y Argentina. Su longitud total superaba los 30 000 kilómetros. Las principales rutas, que sumaban más de 5 200 km de longitud,[cita requerida] son conocidas como el «camino real», el «camino del inca» o el Cápac Ñan (en la ortografía contemporánea del quechua sureño: qhapaq ñan). Este sistema es considerado patrimonio de la humanidad por su importancia histórica y cultural. 
Aunque su origen se remonta a culturas preincaicas, la red vial alcanzó su mayor desarrollo durante el auge del Tahuantinsuyo. Posteriormente, continuó utilizándose durante la etapa colonial. El diseño de la red se basaba en dos ejes longitudinales: uno que recorría la cordillera de los Andes y otro que cruzaba la costa del océano Pacífico. Desde estos ejes, una serie de caminos secundarios interconectaban los territorios del imperio, facilitando no solo el transporte de personas y bienes, sino también la integración política, administrativa, socioeconómica y cultural del Tahuantinsuyo. Todos los caminos convergían en Cuzco, la capital inca. 
Gracias a su gran extensión geográfica, la red vial permitía la conexión de localidades distantes, como Quito, Cusco y Tucumán, lo que facilitaba la movilidad dentro del Imperio. Tras la conquista española en el siglo XVI, los europeos aprovecharon estos caminos para desplazarse a través de los Andes, utilizándolos como rutas estratégicas en los territorios de Perú, Bolivia, Chile y Argentina.
En 2014, gracias a una iniciativa conjunta de Argentina, Bolivia, Chile, Colombia, Ecuador y Perú, la Unesco declaró el Qhápac Ñan como Patrimonio de la Humanidad, reconociendo su importancia como una obra de ingeniería sin igual en América precolombina.
Cabe destacar que el popular "camino inca", que une Cusco con el santuario histórico de Machu Picchu, representa solo una pequeña fracción de la vasta red del Qhapaq Ñan. En total, la red de caminos incas alcanzaba hasta 60,000 kilómetros, comparable en magnitud con otras rutas históricas, como la Ruta de la Seda o la Gran Muralla China[cita requerida].

## Historia

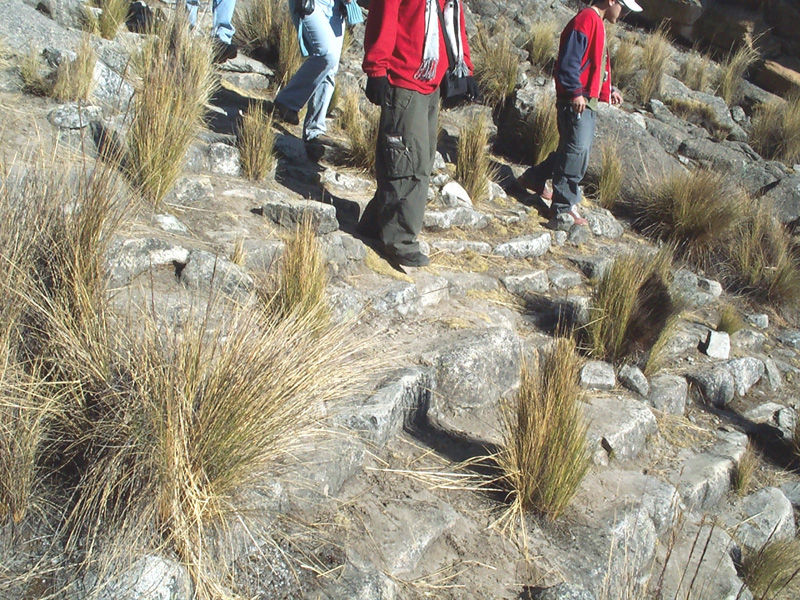
El camino entre el templo de Pachacámac y el Apu Pariacaca es anterior a la conquista incaica. Si bien existieron varios caminos construidos por civilizaciones complejas, es durante el Tahuantinsuyo que la red vial se incrementa notablemente. En la foto se observa una parte de la escalinata que subía hasta el nevado Pariacaca.

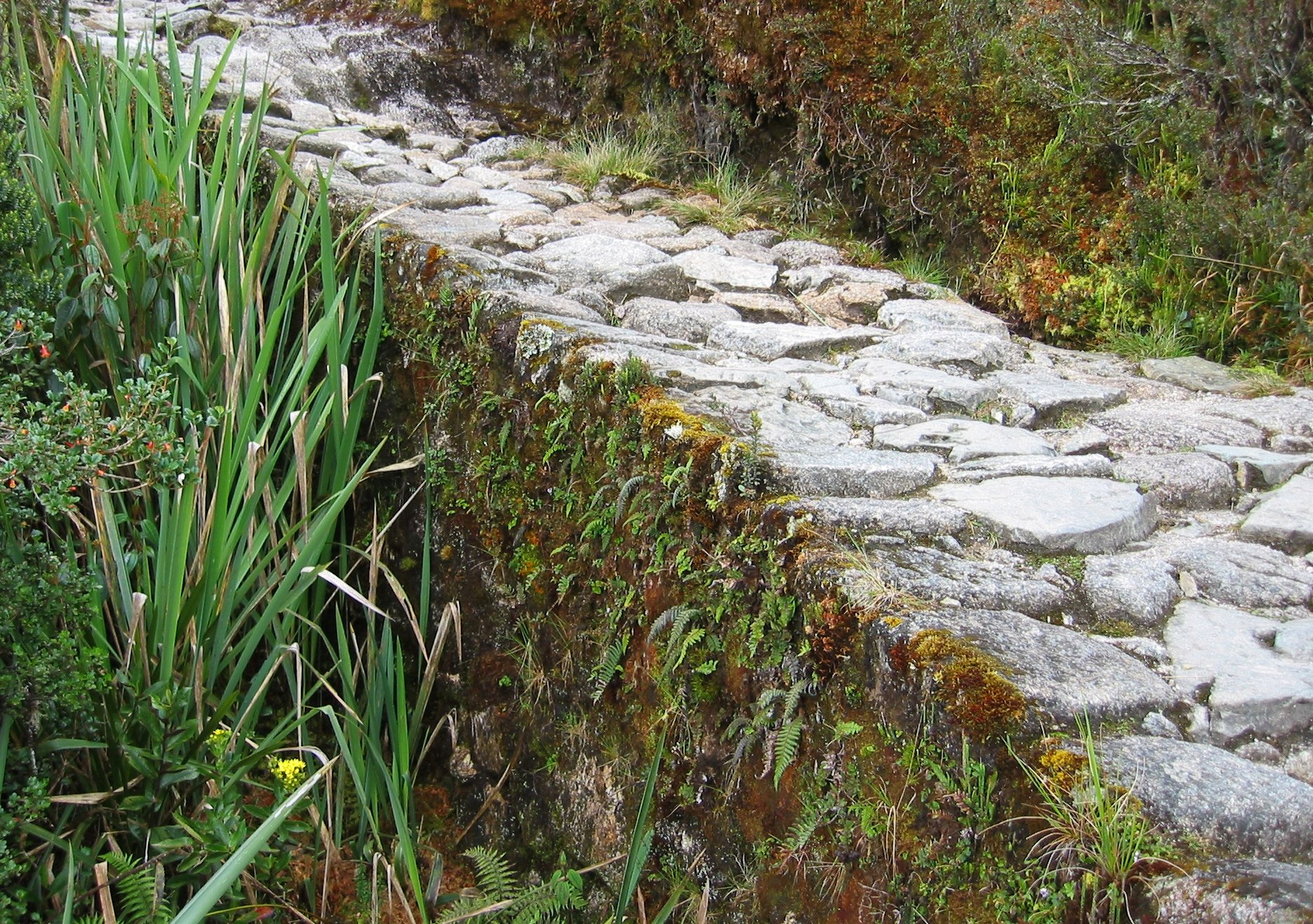
Calzada incaica. Gran parte del camino del Inca y algunas redes viales transversales estuvieron cubiertas por bloques de piedra o lajas.

### Antecedentes
Varios de los caminos que actualmente se observan en el área andina ocupada por el Tahuantinsuyo tuvieron un origen preinca, siendo construidos por entidades políticas de alta complejidad como Tiahuanaco o Huari; otros caminos menores, en cambio, fueron construidos por pequeños grupos étnicos que trataron de unir centros de culto o templos regionales. Tal es el caso del camino construido entre el templo de Pachacamac (frente al mar) y el «apu» Pariacaca, nevado localizado a más de 5700 m s. n. m.
La cantidad y la longitud de los caminos en la época preincaica se vio limitada por las constantes tensiones y el ambiente de guerra que vivían los señoríos y Estados; la construcción de caminos era peligrosa y solo se ejecutaban algunos tramos durante períodos de tregua. Antes de la llegada de los incas, los caminos eran exclusivamente locales, es sólo con su llegada y poder centralizador que la red vial se amplió a grandes magnitudes.

### Tahuantinsuyo
Cuando los incas empezaron a conquistar el resto de pueblos de Sudamérica, el dominio del espacio para la construcción de caminos quedó enteramente a disposición de la etnia cuzqueña; a partir de este momento las redes viales se incrementaron exponencialmente hasta cubrir una extensión que posiblemente alcanzó los 60 000 kilómetros.
Los incas aprovecharon la red viaria existente de culturas anteriores, mejorándolas y expandiéndolas; especialmente de la cultura Huari (800-1200 d. C.) el cual dominó gran parte del Perú precolombino.
El inicio de las grandes obras viales fue llevado a cabo por orden expresa del Inca Pachacútec. Este soberano vio la necesidad de construir caminos con el objetivo de mantener el control sobre los territorios anexados, de esa manera se podían trasladar más rápidamente los funcionarios y las tropas.
Según lo señala Juan de Betanzos, antes de que Pachacútec iniciase su gobierno se lo observaba pintando y dibujando caminos y puentes, especificando a los orejones cuzqueños la manera en que debían ser construidos. La obra de Pachacútec fue continuada por sus sucesores. La red vial incaica la componían tres elementos básicos: las calzadas y bordes de los caminos, los puentes y los depósitos.
La red vial era indispensable para la organización incaica, no solo para trasladar ejércitos y funcionarios sino también para la movilización de los «mitimaes», el transporte de productos cosechados en los territorios conquistados por los incas (en cada territorio existían tierras específicamente destinadas para que su producción fuera trasladada al Cuzco; estas cosechas eran almacenadas en los «tambos») y el desplazamiento de los «chasquis».
Partiendo desde el Cusco, el Qhapaq Ñan permitía recorrer los cuatro «suyos del imperio incaico» (del quechua suyu: 'región' o 'territorio') que constituían el Tahuantinsuyo:
- al norte el Chinchaysuyo, ocupado por grupos como los chincha, chimúes o yungas y pastos;
- al sureste el Collasuyo, ocupado por aymaras, qollas y puquinas;
- al suroeste el Contisuyo, ocupado por grupos como los conti o conde, collaguas y colonos de origen puquina; y
- al oriente el Antisuyo, ocupado por los antis (las actuales poblaciones nativas de la Amazonia).

El Qhapaq Ñan permitió el control económico y político de estos pueblos. Al mismo tiempo, permitió su integración, el intercambio y movilización estatal de diversos productos, la transmisión de valores culturales, el acceso a los diferentes santuarios incaicos y el desarrollo de prácticas comunes; fue además un símbolo del poder imperial cusqueño y de su expansión a lo largo de la geografía sudamericana, que incluyó cuatro países andinos actuales: Bolivia, Chile, Ecuador y Perú, además del caribeño, Colombia y el rioplatense, Argentina.

## Arquitectura

### Puentes

En la foto el puente colgante de Q'eswachaca hecho de una fibra de ichu denominada «qoya ichu». La renovación de este puente se hace mediante un ritual de 4 días que se ha mantenido desde el periodo incaico.

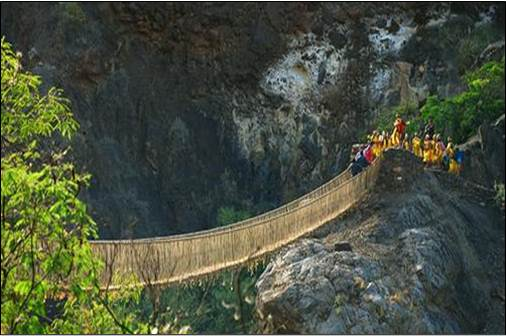
Puente inca tendido sobre el río Pucayacu, conecta a los distritos ancashinos de Llama y Yauya.

Alberto Regal en sus investigaciones cataloga a los puentes incaicos sobre la base de las técnicas de elaboración de la siguiente manera: colgantes, flotantes, de madera, de piedra y oroyas.
La construcción de puentes se hacía indispensable debido a la realidad geográfica andina. Los puentes más comunes fueron los hechos con troncos de árboles y los elaborados con trenzas de diversas fibras. En el caso de los puentes con troncos se utilizaron solo en los lugares en donde la geografía se lo permitía, y para esto era necesaria una base de piedra (dos peñones contrapuestos) que eran labrados para que los maderos encajen. En tiempos coloniales tempranos, Miguel de Estete afirmó que a la salida de Huánuco Pampa existía un puente hecho con gruesos maderos, en tanto que cerca a Cajamarca existía un puente hecho con bases de piedra y maderos muy gruesos.
Los puentes colgantes fueron los más comunes en la zona andina. Eran construidos con fibras vegetales que estaban fijadas a unas sólidas bases de piedra a cada lado, estas fibras eran trenzadas hasta formar cables de 50 o 60 centímetros de diámetro, y para pasar la cuerda de un lugar a otro se utilizaba otra cuerda más fina hecha de cáñamo que se denominaba «chahuar». La fibra para los puentes era variable según la región, podían ser de mimbre, tasca (Escallonia patens), lloque (Kageneckia lanceolata), ichu (Stipa ichu) o chachacomo (Escallonia resinosa); en algunas zonas se utilizó el denominado «arbusto de Chilca» (Baccharis latifolia). En las zonas en donde no había arbustos también se utilizó el maguey (Furcraea andina), fibra que también fue conocida como «pita» o «cabuya». En algunos casos los puentes tuvieron troncos tendidos para facilitar el tránsito en la mayor de las veces tenían fibras tejidas o entrelazadas.
Hay que acotar que la mayoría de los puentes incaicos fueron quemados durante las guerras civiles entre los conquistadores españoles y la sublevación de Manco Inca. En la Relación francesa de la Conquista (escrito en 1534) se describe que en las Indias existían poderosos ríos de los cuales colgaban puentes de gruesas cuerdas y que existían puentes por donde pasaban los grandes señores y otros donde pasaba el común popular.
Los ríos también podían ser cruzados por medio de oroyas (denominadas también tarabitas o huaros, dependiendo de la región). Bernabé Cobo describe que estas "tarabitas" se hacían con cuerdas de ichu o lianas tan gruesas como una pierna. Estas cuerdas eran amarradas a peñas de una orilla a otra y de esta colgaba una canasta, sobre la que se sentaba una persona y por medio de la soga se jalaba de una orilla hacia la otra.
En el caso del río Desaguadero existía un puente flotante hecho por una hilera de balsas de totora cubierta por diversas plantas acuáticas secas (entre las cuales también había totora). Según testimonios recogidos por los cronistas, este puente sobre el Desaguadero fue colocado por orden del Inca Huayna Cápac, quien consideraba indecoroso que su ejército cruzara el río en balsas.

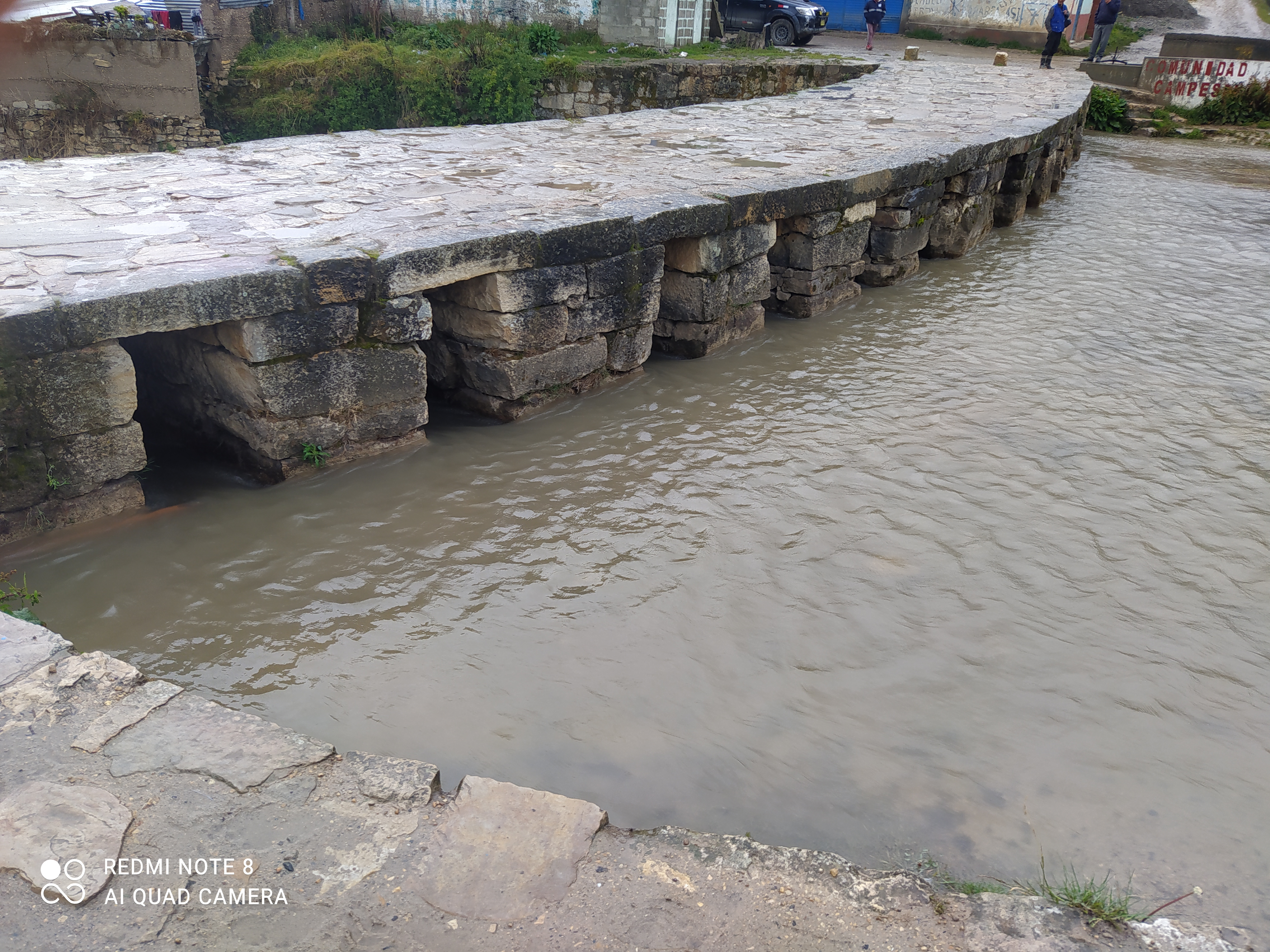
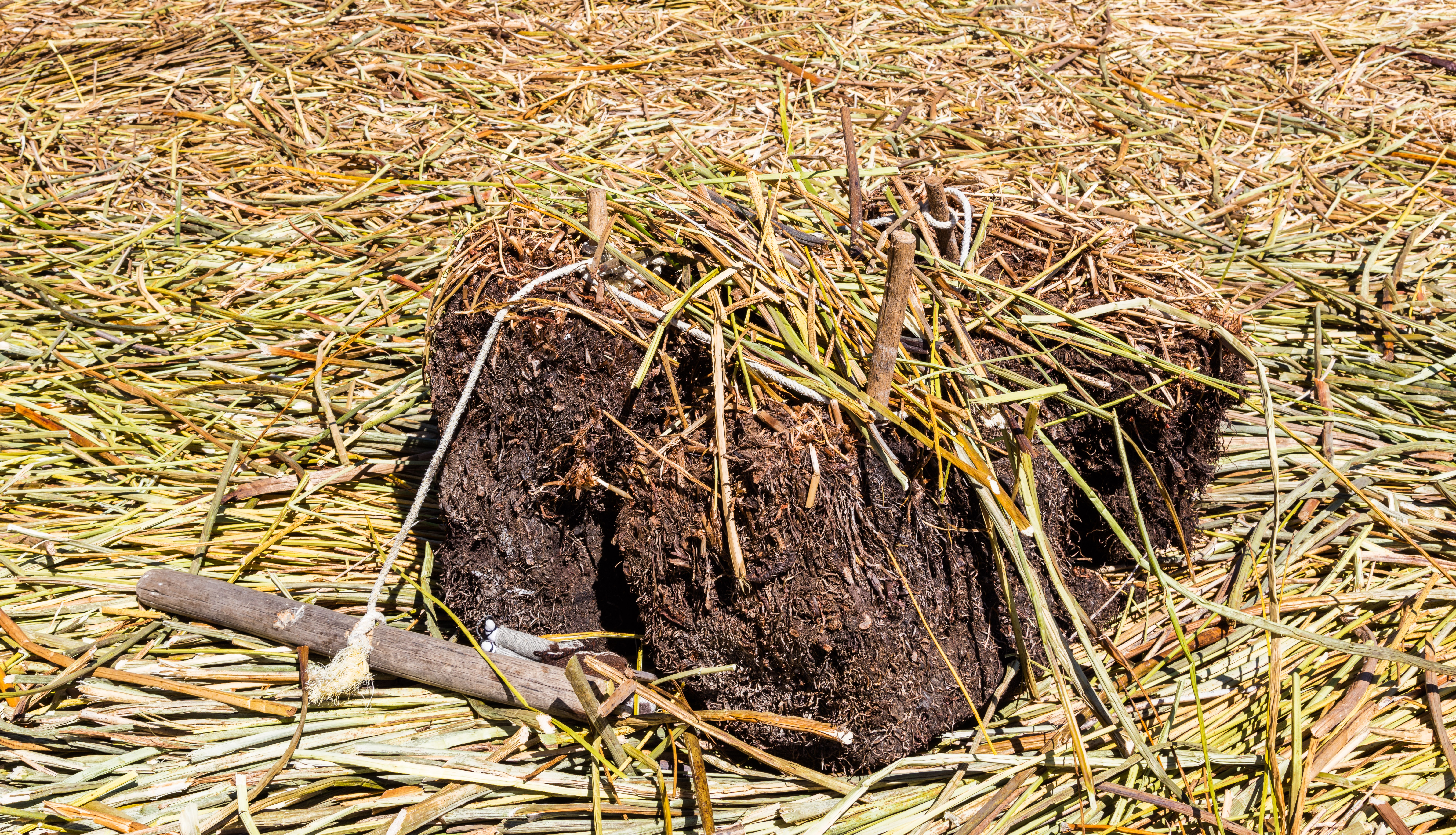
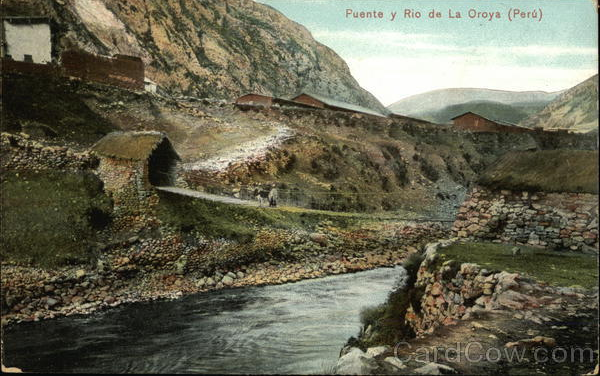
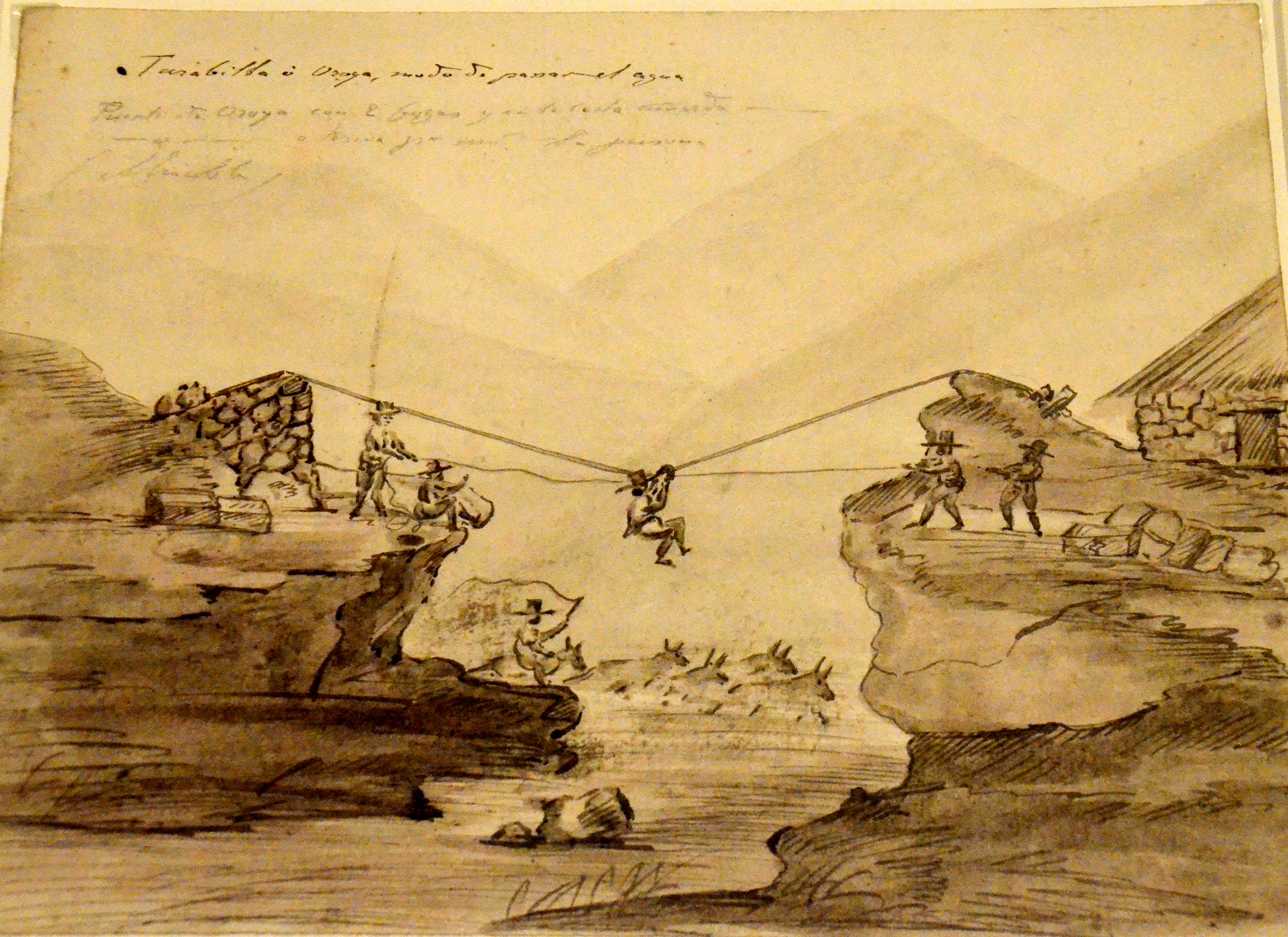

## Tipos

### Principales caminos

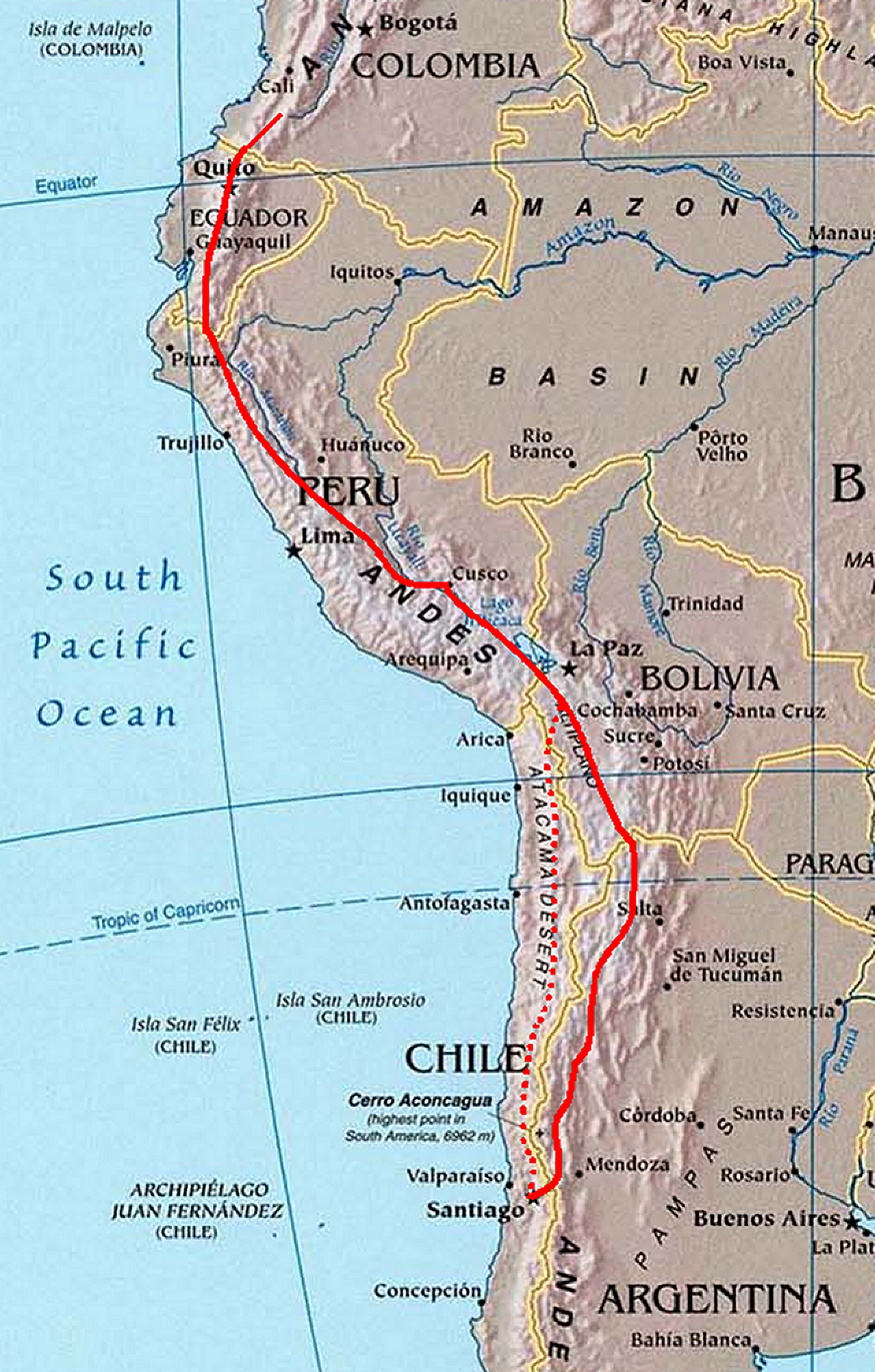
Qhapaq Ñan

Gran Camino inca de Áncash en rojo con los ramales longitudinales y transversales.

El camino más importante era el Cápac Ñan, con una longitud de 5200 kilómetros, que se iniciaba en Quito (Ecuador), pasaba por Cuzco y terminaba en lo que hoy es Tucumán, Argentina; atravesaba montañas y sierras, con alturas máximas de más de 5000 metros. El Camino de la Costa (o Camino de los Llanos), tenía una extensión de 4200 kilómetros, iba paralelo al mar y se unía con el Cápac Ñan por muchas conexiones. Tanto en el Cápac Ñan como en el Camino de la Costa existían cada cierto tramo tambos en donde se almacenaban granos y otros alimentos que eran usados por el ejército incaico cuando salía en campaña de conquista o para abastecer a los mitimaes trasladados por orden del Inca. El ancho máximo de ambos caminos era de unos cuatro metros.
Durante el incanato, todos los caminos de Sudamérica conducían al Cuzco, una de las metrópolis más importantes de América, heredera de una tradición cultural milenaria.
Los incas hicieron caminos que integraban todo el imperio, a lo largo y a lo ancho. Se crearon cuatro caminos principales:

#### A. Caminos de la Costa Norte
Salía del Cuzco, une los pueblos de Palpa (Ica), Nazca (en el centro de Perú), Lima, Huarmey, Reino Chimú, Los Tallanes (Piura), Ayabaca, Tumbes (Playa Hermosa-Estero la Chepa y en la frontera Perú-Ecuador), Quito (Ecuador), y hasta el río Ancasmayo o Pasto (Colombia).

#### B. Caminos de la sierra norte
Sale del Cuzco, une los pueblos de Vilcashuaman, Jauja, Tarma, Huánuco, Pincosmarca, Huaritambo, Maraycalle, Tambo Real de Huancabamba, Piscobamba, Siguas, Conchuco, Andamarca, Huamachuco, Cajamarca, Chachapoyas, Tumibamba, Loja, Quito (Ecuador), y hasta el río Ancasmayo o Pasto (Colombia).

#### C. Caminos de la costa sur
Sale del Cuzco, une los pueblos de Pisco, Nazca, Palpa, Ica, Tambo Colorado, Catarpe; Arica y Copiapó (Chile), pampas de Tucumán (Argentina) y el río Maule (Chile).

#### D.Caminos de la sierra sur
Sale del Cuzco, une los pueblos de Juliaca, Chucuito, Chuquiago, La Paz (Bolivia), pampas de Tucumán (Argentina), Puente del Inca, Mendoza (Argentina), y Santiago (Chile) para retornar a Cuzco (Perú).

### Otros caminos
Siendo el troncal principal de toda la red vial incaica, el Qhapaq Ñan destacaba por recorrer longitudinalmente todo el Tahuantinsuyo (Imperio incaico) a lo largo de la cordillera de los Andes, desde el actual occidente de Argentina hasta el sur de la actual Colombia. El camino del inca se encuentra empedrado en gran parte y tiene varios metros de ancho. Paralelo al camino del inca, existió un camino que unía las localidades costeras, que en aquellos tiempos eran denominadas «yungas».
Este camino costero estaba unido al Qapaq Ñan por varios caminos transversales que incluso llegaban hasta las selvas y el Gran Chaco (Argentina, Bolivia y Paraguay). En el caso del camino costero, no estaba empedrado pero sus bordes se encontraban delimitados.

## Construcción

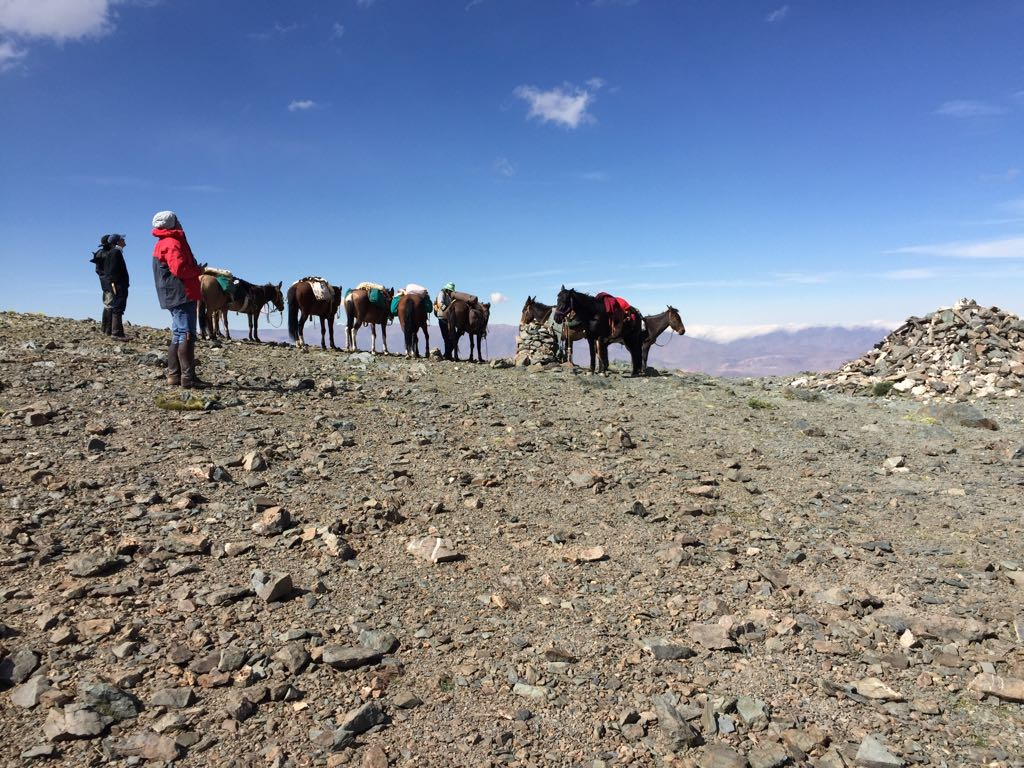
Apachetas camino a Las Capillas

Los cronistas españoles describieron con elogios el Qhapaq Ñan, algunos exaltaban su «excelente» funcionamiento mientras que otros destacaban su rectitud en algunos tramos y su limpieza, añadiendo que podían cubrir grandes distancias en corto tiempo y con un esfuerzo mínimo. Según Bernabé Cobo los caminos incaicos se estrechaban al pasar por los valles y quebradas, además el cronista describió que los caminos tenían altos muros que en algunos casos tenían pintados animales y seres monstruosos, estos muros servían para que los ejércitos pasaran sin dañar los cultivos.
Se sabe que los «curacas» estaban obligados a ordenar el mantenimiento de las vías cercanas a sus dominios, limpiando la acumulación de tierra en los caminos, el reparado del empedrado y la limpieza de las acequias que protegían los caminos. La apariencia de los caminos al salir de los valles era distinta, puesto que las vías se hacían más anchas y era muy común ver unos apilamientos de piedras que marcaban los puntos escarpados entre los cerros, estos cúmulos eran denominados «apachetas». Como fuera señalado por George Squier entre 1863 y 1865, aquella vieja costumbre de dejar piedras en las cuestas difíciles de los caminos incaicos las convertía con el paso del tiempo en marcas, a manera de hitos, que demarcaban estos caminos.
Para lidiar con las zonas fangosas era necesaria la construcción de una base hecha de piedra tosca unida con argamasa de barro que, finalmente, era recubierta con césped, formando un terraplén. Debajo de este terraplén se hacían canaletas que permitieran eliminar el exceso de agua. Para las cuestas empinadas construían escalinatas o la surcaban con caminos en zigzag.
En general no existió un único patrón de diseño de los caminos incaicos, estos más bien se adaptaban a la topografía que atravesaban. El trazo dependía en gran medida de factores como la densidad poblacional de las zonas que se iban a conectar o la importancia económica del sitio al que se dirigía el camino. Y, si bien es cierto los incas preferían trazar sus caminos en línea recta, el terreno accidentado los obligaba a delinear sus caminos sorteando los obstáculos.

## Usos

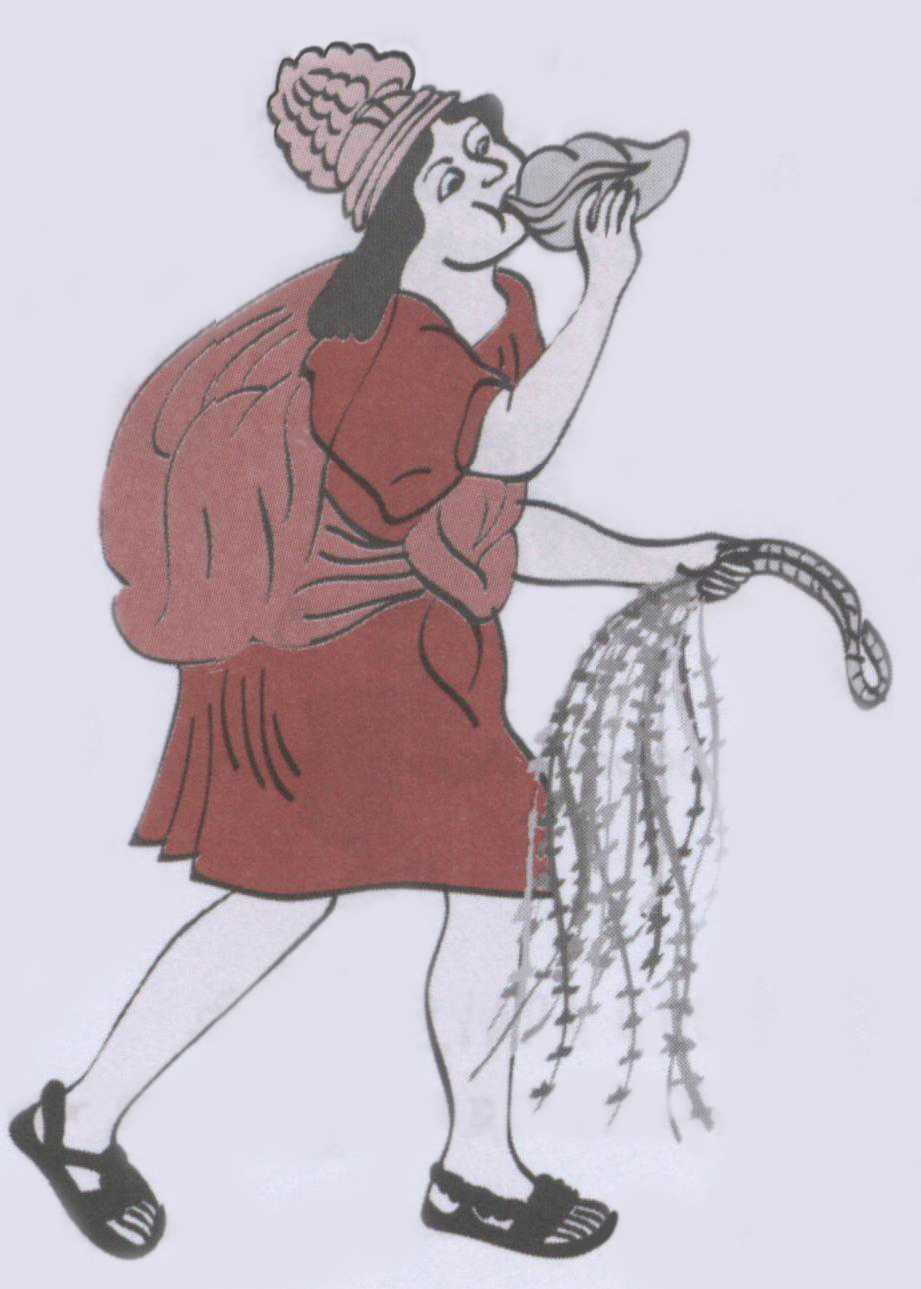
Chasqui

Las comunicaciones entre una y otra punta del imperio estaban a cargo de mensajeros llamados chasquis. Por un sistema de postas, transmitían los encargos de uno a otro relevo con suma velocidad; una noticia originada en Quito (Ecuador) podía llegar a Cuzco (a 2000 kilómetros de distancia) en menos de 10 días.
El Inca, que estaba en la sagrada Machu Picchu o en la capital Cuzco, podía comer pescado fresco que le traían en menos de 24 horas desde la costa, a 200 kilómetros de distancia. Cabe destacar que los caminos del inca se hallan ubicados en todo el Tahuantinsuyo y en casi todos los países andinos y que con el paso del tiempo, el avance de la civilización y la tecnología, han ido deteriorándose poco a poco.

## Proyectos de preservación

### Patrimonio de la Humanidad

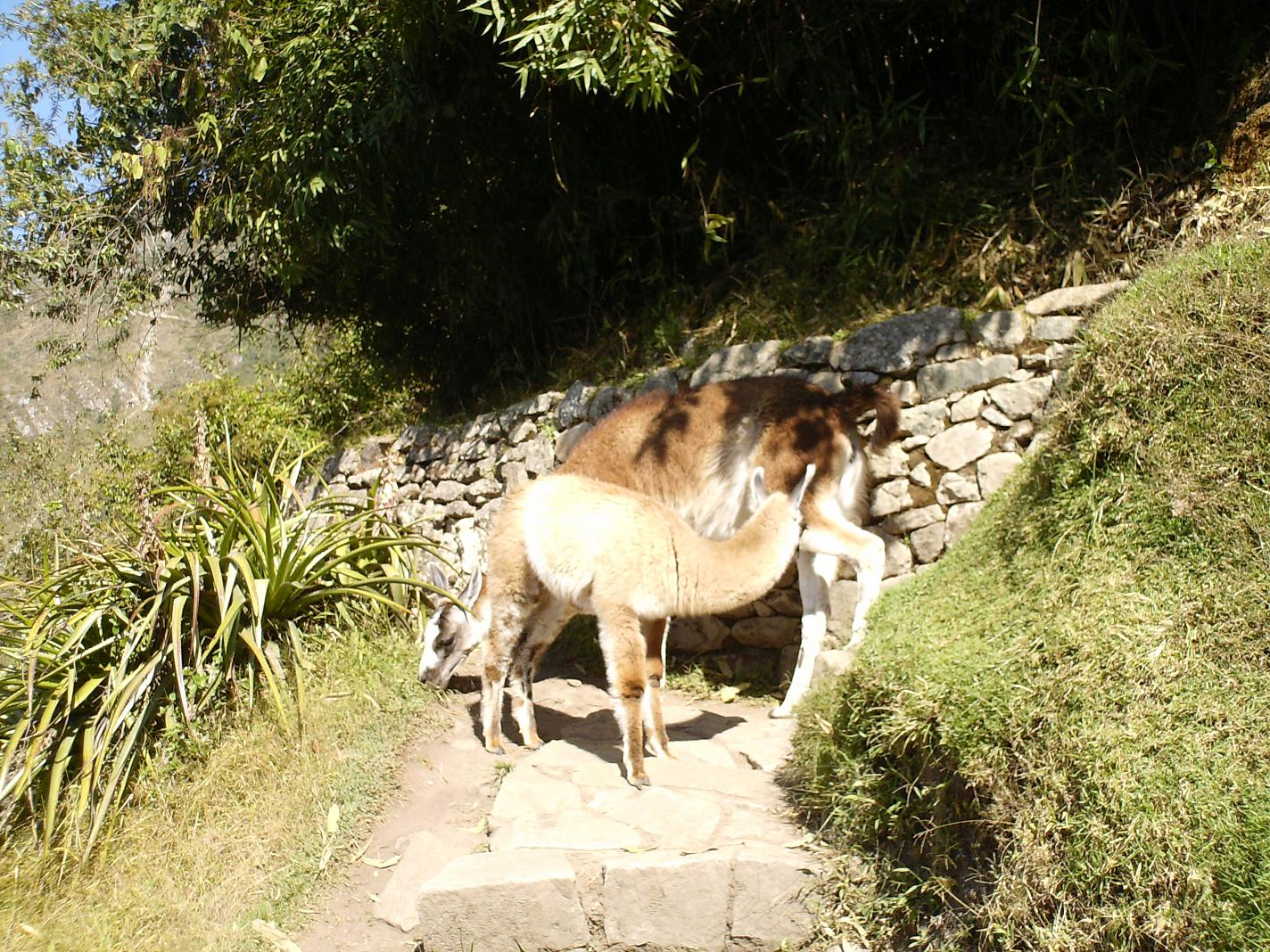
Llamas rodeando los caminos del Inca.

En una iniciativa conjunta, Argentina, Bolivia, Chile, Colombia, Ecuador y Perú han venido realizando gestiones para lograr que este gran sistema caminero inca fuese considerado Patrimonio Cultural de la Humanidad. Finalmente, en 2014, la Unesco proclamó el Cápac Ñan como Patrimonio de la Humanidad.
Diferentes organizaciones, como la Unesco, IUCN y Conservación Internacional han empezado a trabajar en el camino, promoviendo acciones de emergencia para su protección en colaboración con los seis países por donde pasa la Gran Ruta Inca.
La idea es instalar un sistema que combina:
La preservación del patrimonio
El camino real de los Andes incluye muchos valores arqueológicos, algunos de los cuales ya están en la lista del patrimonio mundial. Por ejemplo Ingapirca en el Ecuador, Cuzco y el Valle Sagrado en el Perú, Tiwanacu en Bolivia y Quilmes en Argentina, pero también miles de sitios menores que deben ser protegidos. Como es el caso de Huánuco.
Protección del Medio Ambiente
La ruta atraviesa 15 de los 100 ecosistemas existentes en Sudamérica, 4 de los cuales están en peligro: los yungas peruanos, el bosque seco del Marañón, el matorral chileno y el bosque húmedo invernal, y pasa por uno de los últimos hábitats del oso de anteojos, el cóndor de los Andes y la vicuña. Además se desplaza por la Cordillera de los Andes, una enorme reserva de agua para los que viven en los valles y en la costa.
Patrimonio cultural e identidad en las comunidades andinas
El camino del inca atraviesa muchas ciudades y poblados incluyendo un gran número de territorios indígenas con una cultura profundamente arraigada en el pasado, aunque está también en peligro. La ruta tiene el potencial de actuar como una conexión entre las comunidades y como modo de recuperar la identidad cultural después de cientos de años de su contacto con Occidente. El proyecto Inka Naani, en el Perú, es un ejemplo de la revitalización de la memoria colectiva de las personas, de sus tradiciones e historias orales que envuelven este camino simbólico.
La Unesco está apoyando a los países que comparten este importante patrimonio, para un fin común: la preparación para su estado de candidatura siendo considerado por este organismo internacional como un proyecto estrella, en el que se incluirían varios países en un solo sitio, para la inscripción del camino del Inca en la lista del patrimonio mundial.
Los tramos nominados en Perú: Cusco-Desaguadero-La Paz (Binacional Perú-Bolivia); Aypate-Las Pircas-Las Limas (Binacional Perú-Ecuador); tramos nacionales: Ollantaytambo-Lares (Cusco); Vitkos-Choquequirao (Cusco); Xauxa-Pachacamac (Junín y Lima); Huánuco Pampa-Huamachuco (Huánuco, Ancash y La Libertad); la Plaza Hanan Hauk'aypata y el  Puente Q'eswachaka, los dos tramos ubicados en el Cusco.

## El sistema vial andino por países

### Argentina

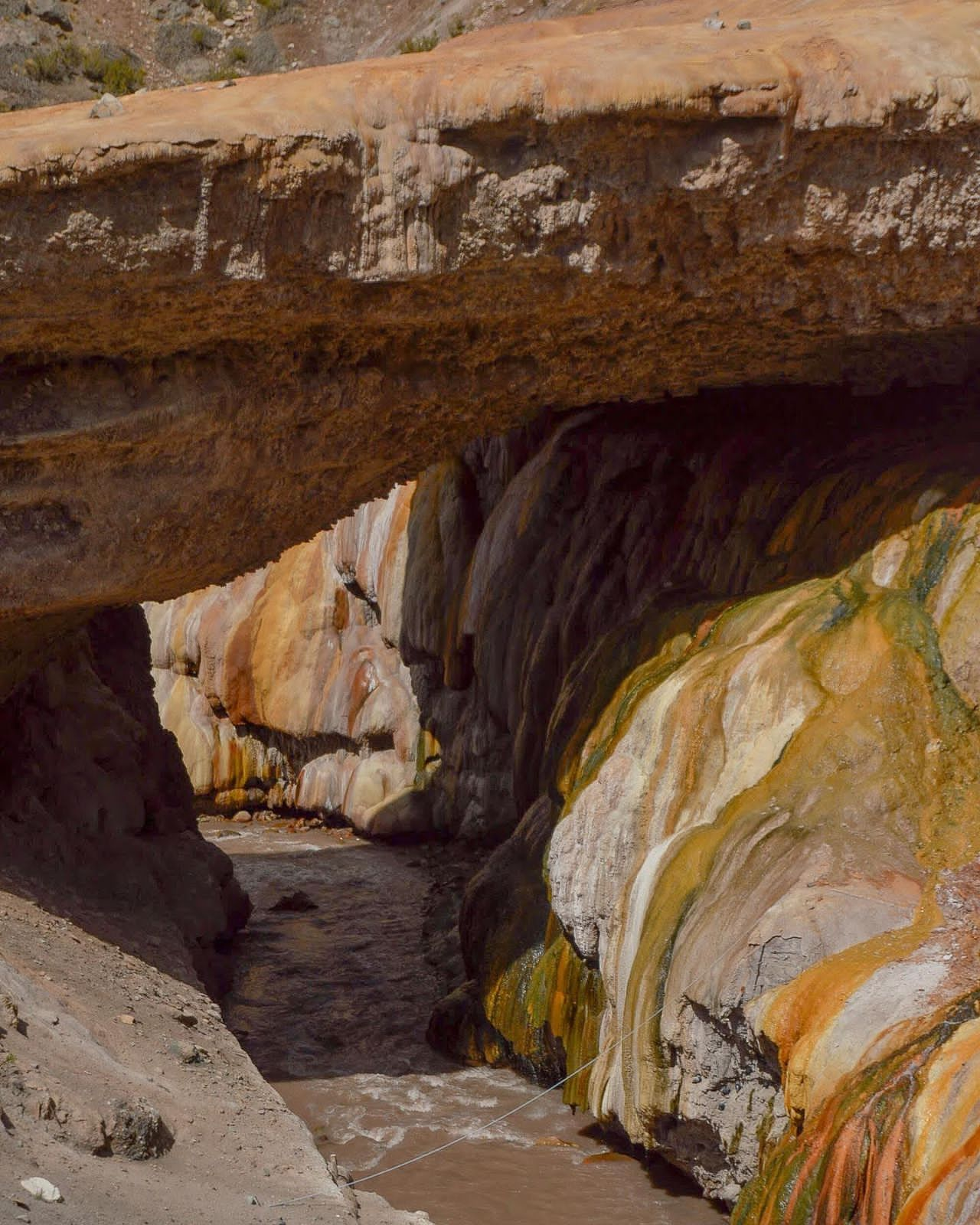
Puente del Inca, provincia de Mendoza

Las 14 secciones del camino designadas por Argentina y 33 sitios que van asociados a esta red de caminos, son una prueba de la integración multicultural y ecológica sin precedentes en la historia del mundo, incluyendo los desafíos logísticos que implicaron su construcción. En la actualidad la red de caminos incas se extienden por las zonas occidentales de las actuales provincias de Jujuy, Salta, Catamarca, Tucumán, La Rioja, San Juan y Mendoza. En la Argentina los incas demostraron un dominio militar y cultural de las fronteras políticas, además de una tradición religiosa única en el mundo, adorando a las montañas y realizando rituales y sacrificios en templos construidos en numerosas cumbres que superaron los 5000 m s. n. m., como en el caso de las Momias de Llullaillaco. Resulta interesante destacar que el Cápac Ñanca llega hasta la zona de Cuyo, atravesando la provincia de La Rioja. En aquellos tiempos estas zonas  eran  lugares habitados por las tribus Huarpes, con quienes los Incas llegaron a un acuerdo de protección ante la embestida de tribus sureñas como los Tehuelches. El camino aún puede contemplarse en lugares como Uspallata y el curiosamente  llamado "Puente del Inca". Este sitio aún cuenta con ´poderosa aguas termales sulfatadas que según la leyenda, eran utilizadas por la familia real para tomar baños reconstituyentes. Investigadores de la Universidad Nacional de Cuyo descubrieron en los alrededores numerosas "momias" rituales de niños.

### Bolivia

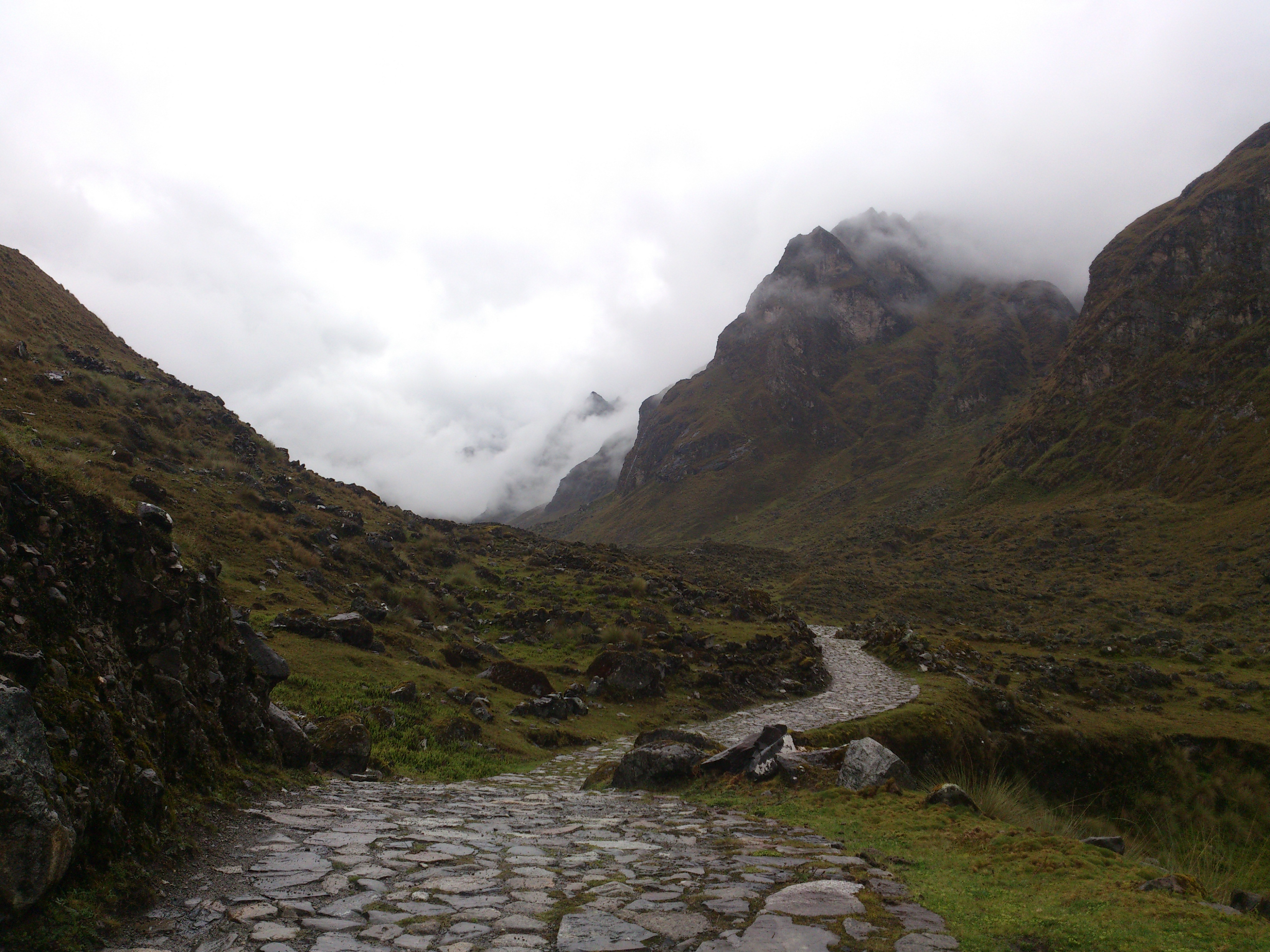

El camino del inca en Bolivia se extiende a través de mesetas, valles, punas y cordilleras, atravesando diferentes pisos ecológicos  en ruta que en muchos casos siguen en uso con fines turísticos. Las sendas que conforman la red vial surcan la menos 15 municipios contemporáneos ubicados también en valles tropicales cálidos y húmedos. La zona principal del camino inca en Bolivia lo constituye el tramo Desaguadero - Viacha, de 80 km de longitud, que rodea el lago Titicaca y atraviesa importantes sitios rituales que incluso hoy en día forman parte de la memoria oral y son áreas de actividad ritual para el pueblo aimara que vive en la meseta del Collao.
Por otro lado, el camino El Choro es una clara evidencia de la ingeniería prehispánica en una topografía muy difícil, la de los Yungas, una zona geográfica que sin duda planteó grandes problemas logísticos debido a su lejanía de los centros poblados en aquel momento. En estas dos secciones del camino inca en Bolivia, se pone de manifiesto el ingenio y la tecnología incaica mediante el uso de una amplia gama de recursos de construcción eficiente y de características notables.
En Bolivia de identifican como parte de esta red a los siguientes caminos, aunque los mismos no fueron incluidos en la declaratoria de UNESCO:
- Camino precolombino El Choro
- Camino precolombino Sillutinkara
- Camino precolombino Umapalca –Tiquimani
- Camino precolombino Chojllapata

### Chile

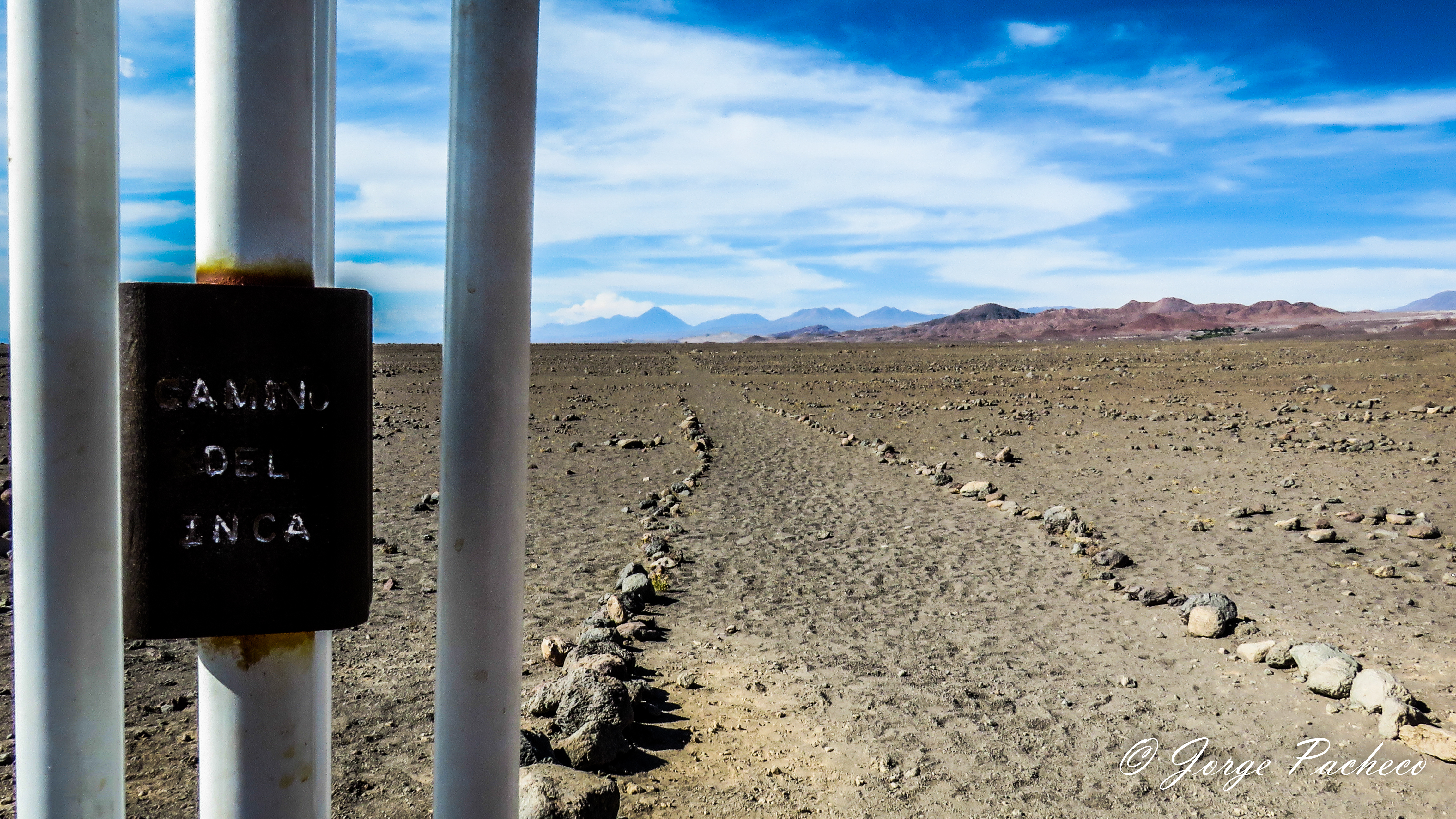

El camino del inca en Chile es un sistema de carreteras incrustadas en un paisaje único debido a las condiciones extremas en términos de aridez y altitud, lo que demuestra la voluntad y la necesidad del inca de ampliar sus tierras motivado, en el caso de Chile, por los recursos minerales, como se destaca por el gran número de redes de carreteras y sitios arqueológicos asociados con la minería en las regiones de Arica y Parinacota, Tarapacá, Antofagasta y Atacama. El inca logró esta hazaña en un territorio inhóspito en virtud de los intercambios que mantuvo con las comunidades locales, que transmitieron sus conocimientos ancestrales necesarios para dominar y cruzar el desierto más seco del mundo: el desierto de Atacama.
En 2000, otras investigaciones realizadas destacaron que «los incas nombraron un gobernador en el valle de Aconcagua llamado Quilicanta, el cual habría tenido a su cargo "gente de guarnición" y colocaron otro en la cuenca de Santiago llamado Vitacura, a cargo de "gente de presidio"». Según el estudio, existían dos variantes del camino del inca que se desprendían del valle de Aconcagua para reunirse en las cercanías del cerro San Cristóbal en Santiago. En el mismo lugar donde los europeos instalaron su Plaza Mayor, la plaza de armas, hay escritos que nombran un «tambo» gigante, característico de los indígenas. Evidencias arqueológicas se encontraron bajo algunos metros de la superficie mientras analizaban la mitad sur de la cuenca del río Mapocho.
Luis Risopatrón lo describe en su Diccionario Jeográfico de Chile de 1924:: 423  como: Inca (Camino del) 24° 00'. Fué mandado construir en la altiplanicie de Atacama por los Incas del Perú, es cóncavo, de medio metro a un metro de ancho, con las piedras tiradas a ambos lados, en un largo de 400 kilómetros, en dirección jeneral al S 29° W i presenta montones de piedras o apachetas en los portezuelos i tamberías o pircas de piedras en los alojamientos; si se recuerda que en esos entonces los viajes se hacían a pié i que no tenian los indios otros anímales de carga que las llamas, es mui curioso de notar el hecho que el camino siguiese líneas rectas por largos trechos, sin que se desviase para encontrar agua o pasto. Se notan vestijios de él en los trayectos de Tilomente (23° 50') a Puquios (24° 20'), Pajonales (24° 24'), Juncal (25° 44'), aguada de El Carrizo (24° 55'), por- tezuelo de El Inca (27° 06'), faldas del Chanchoquin (27° 20') i Copiapó (27° 21'); en la falda E del Licancábur se halla una tambería que indica la existencia anterior de un camino que contornea el cerro i se dirije a San Pedro de Atacama, Chíuchíu i Calama, con una bifurcación que pasa por el llano i el portezuelo del Químal, con rumbo a Chíuchíu. En el Loa se ve un camino de esta clase a 350 m de la orilla del mar, que atraviesa encañadas o recorre otras en toda su lonjitud, sigue rectamente al N hasta llegar a Guantajaya, continúa por medio de las serranías, se abre espacio por entre ellas o sigue los portezuelos o abras, pasa cercano a la estación de San Roberto del ferrocarril a Pisagua, de allí va a Quiuña, de Quiuña a Tana, de Tana a Chiza i de Chiza a Camarones. 98, I, p. 30 i carta de San Román (1892); 99, p. 128; 100, p. 11; 149, i, p. 159; 150, p. 76; i 155, p. 579.

### Colombia
En Colombia, la red vial incaica tiene su extremo norte a través de un recorrido de 17 kilómetros en ocho municipios del departamento de Nariño, desde Ipiales (en el río Guáitara) hasta Pasto, pasando por las localidades de Potosí, Gualmatán, El Contadero, Funes, Yacuanquer y Tangua.
En Nariño, las comunidades asociadas al camino lo han mantenido vivo mediante las memorias de sus usos y costumbres. El Qhapaq Ñan era el antiguo camino de peregrinación hasta el Valle de Atriz, para hacerle ofrendas al Volcán Galeras. Según la Antropóloga Claudia Afanador, “La declaratoria no solo corresponde a los vestigios sino también a los caminos vivos; el Patrimonio Inmaterial asociado a este bien, todas las memorias de los que han transitado y las memorias de las comunidades asociadas que son las portadoras del bien”.

### Ecuador
Los aspectos sobresalientes del camino del inca en Ecuador son las rutas y las técnicas de construcción utilizadas para cruzar un sistema orógeno complejo como es la sierra ecuatoriana desde el Nudo de Azuay hacia el norte. La lejanía del Cuzco llevó a la reutilización y la creación de infraestructura a medida que el Imperio incaico avanzaba.
El territorio ecuatoriano fue ocupado antes del avance de los incas por los paltas y malacatos, calvas, ambocas y chaparra; luego de su anexión al Chinchaysuyo la red de carreteras permitió que la relación entre los pueblos se mantenga. El principal producto de intercambio fueron el ajo, el algodón, la sal, la coca y en particular los depósitos de Spondylm y Strombus.

### Perú
El camino del inca se inicia en la Plaza de Haukaypata Inca, ubicada en el Cuzco, el centro del poder político, social y económico del Estado inca, donde los dioses, personas, animales y recursos de todas las del mundo andino convergen. Los caminos integraban y conectaban la capital de los incas con todas las poblaciones y centros complementarios para el comercio, el intercambio, la producción y el culto a través de los órganos de administración, producción, centros militares y religiosos a cabo en las cuatro regiones del Imperio incaico: Antisuyo, Chinchaysuyo, Contisuyo y Collasuyo.
El Perú alberga importantes vestigios de los caminos longitudinales y transversales que son el resultado del perfecto dominio y control del territorio y que muestran grandes logros en ingeniería de caminos altamente especializados. En esta región, el diseño de carreteras y la tecnología se desarrollan al máximo, con el camino bien logrado y diseños de puentes y finos acabados en los edificios de los centros monumentales de administración y servicios que forman parte de la red de camino del inca.
El territorio del Perú ilustra casi todos los contextos geográficos del camino del inca, desde la costa cálida y salvaje, a la selva espesa, húmeda y misteriosa, por no hablar de las cumbres de los Andes inmensa, compleja y configuración majestuosa que evocan la magnitud de la logística implementada y administrada y el tamaño de la mano de obra utilizada para la construcción y mantenimiento.
En la actualidad, algunos pueblos del Perú siguen utilizando el camino del inca como un sistema de comunicación, manteniendo en servicio física y funcionalmente, con el uso de la tecnología andina y tradiciones basadas en los sistemas de reciprocidad y complementariedad característica de la sociedad inca y el mundo andino.

#### Camino inca a Machu Picchu

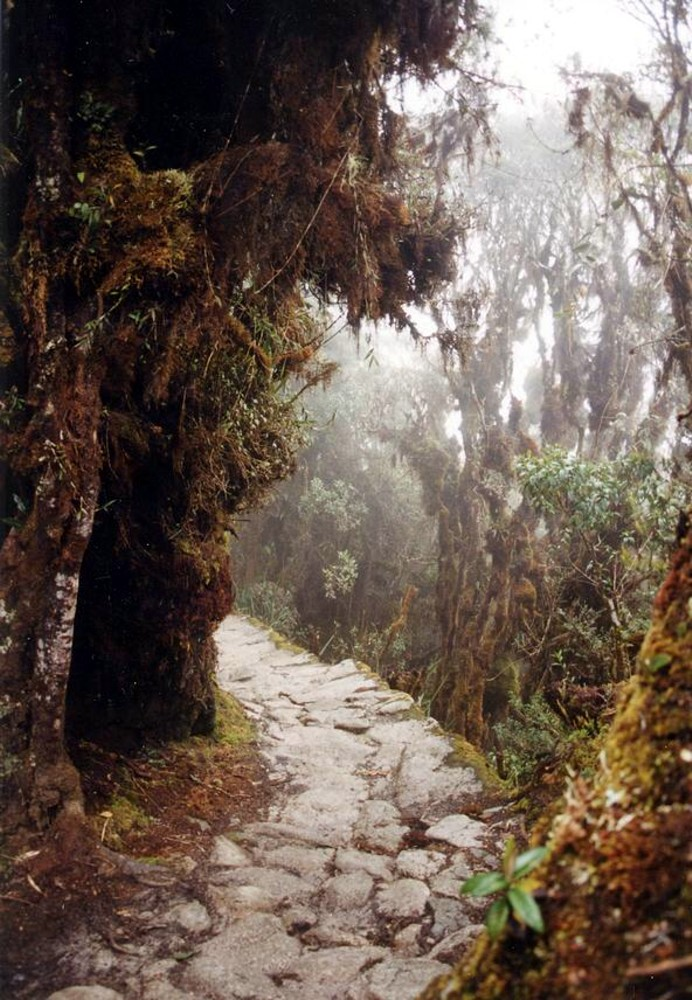
Camino Inca a Machu Picchu.

Durante todo el año, miles de viajeros de todas partes del planeta emprenden el recorrido de los Caminos del Inca desde el Cuzco para acceder a la selvática sierra peruana, y a los misterios que aún encierran las piedras de Machu Picchu.
A lo largo del camino se encuentran varias ruinas de distintas fortificaciones en relativo buen estado, que dominan visualmente todos los valles.
El recorrido se inicia en la localidad de Cori-huayra-china (del quechua: Quri Wayrachina ‘venteadero de oro’), a la altura del kilómetro 88 de la vía férrea Cuzco-Quillabamba, y se tarda entre tres y cuatro días de caminata llegar a Machu Picchu. En la travesía, que atraviesa una impresionante pendiente altitudinal, con climas y ecosistemas tan variados como la altiplanicie alto andina y los bosques de neblina, se deben superar dos pasos a gran altura (el mayor de ellos, Huarmihuañusca, de 4200 metros de altitud, también conocido como "Paso de la Mujer Muerta") y termina con el ingreso a Machu Picchu a través del Inti Puncu o ‘puerta del Sol’.
En la ruta el caminante se encontrará con una red de asentamientos de granito labrado que se encuentran a lo largo del camino (Huiñay Huayna, Puyupatamarca), inmersos en escenarios naturales.
Como complemento ideal, el turista igualmente se encontrará con una exuberante naturaleza, con singulares paisajes, centenares de especies de orquídeas y aves multicolores.

##### Clima
El clima en la zona del camino del inca es, por lo general, templado durante todo el año. La mejor época para realizar el trekking es durante la estación seca (entre abril y octubre). Junio es el mes más frío y agosto ofrece un clima más templado y estable. De noviembre a marzo, las lluvias son frecuentes y el camino puede convertirse en un peligroso y resbaladizo lodazal.
Durante la caminata, es seco en los dos primeros días y húmedo en el tercero y cuarto. Y durante la noche los dos primeros campamentos suelen ser fríos, pero el tercer campamento es templado.

##### Preservación
El estado peruano ha limitado estrictamente el número de personas permitidas en el Camino Inca durante el año 2010 a expediciones de 200 personas y 300 porteadores, con el fin de conservar la flora y fauna del lugar. Se recomienda hacer reservas de viaje con varios meses de anticipación.

## Galería

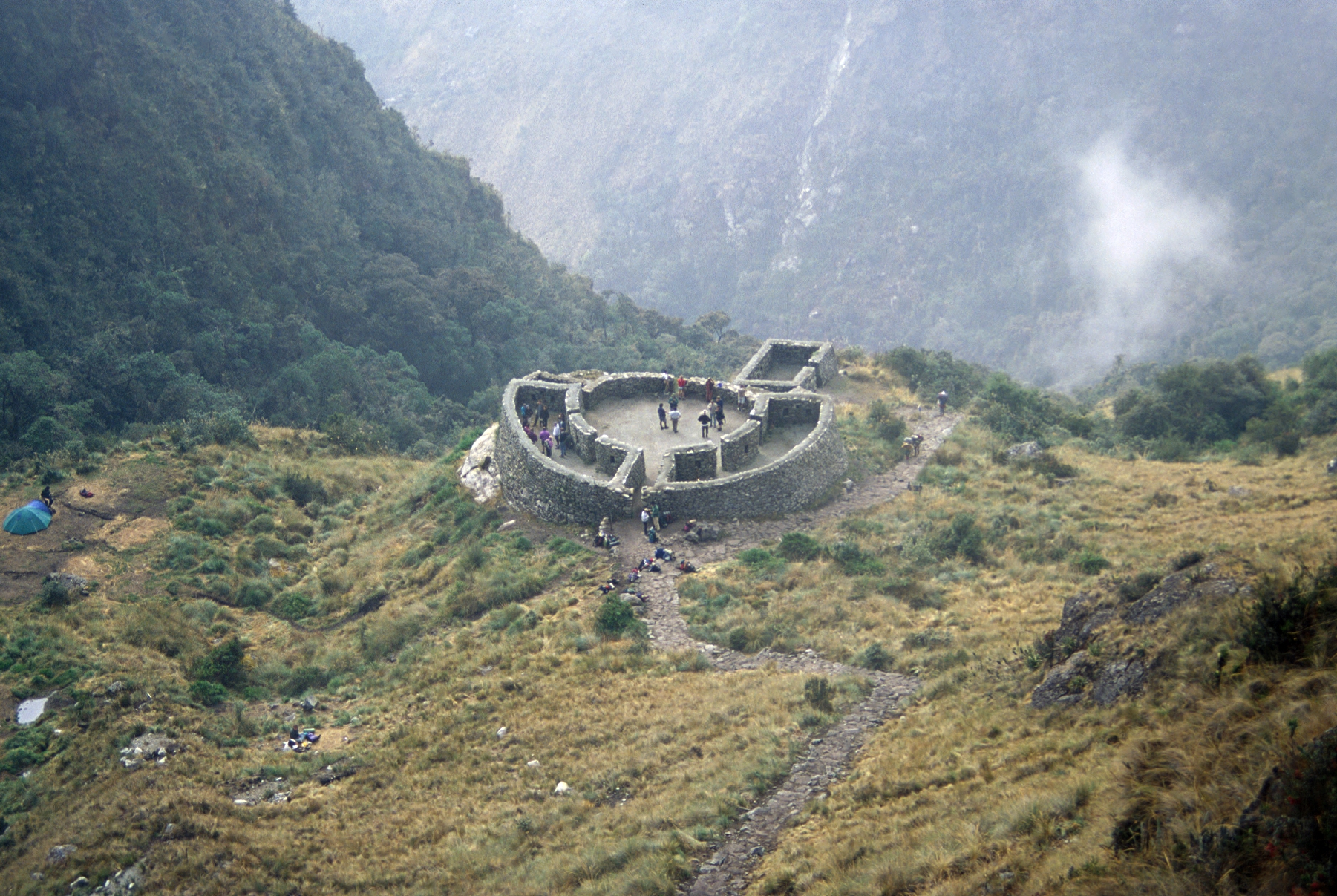
Camino en las ruinas Runkuraqay en la región de Cuzco, Perú.
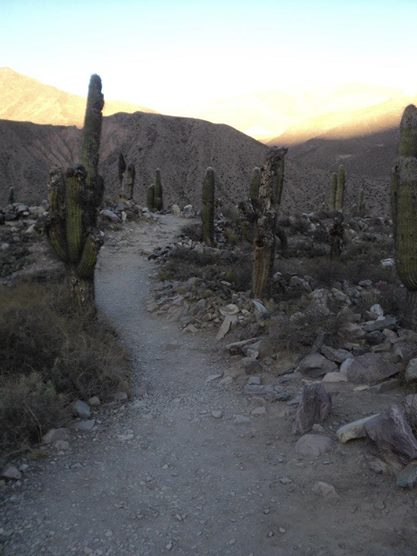
Caminos en Pucará de Tilcara, Argentina.
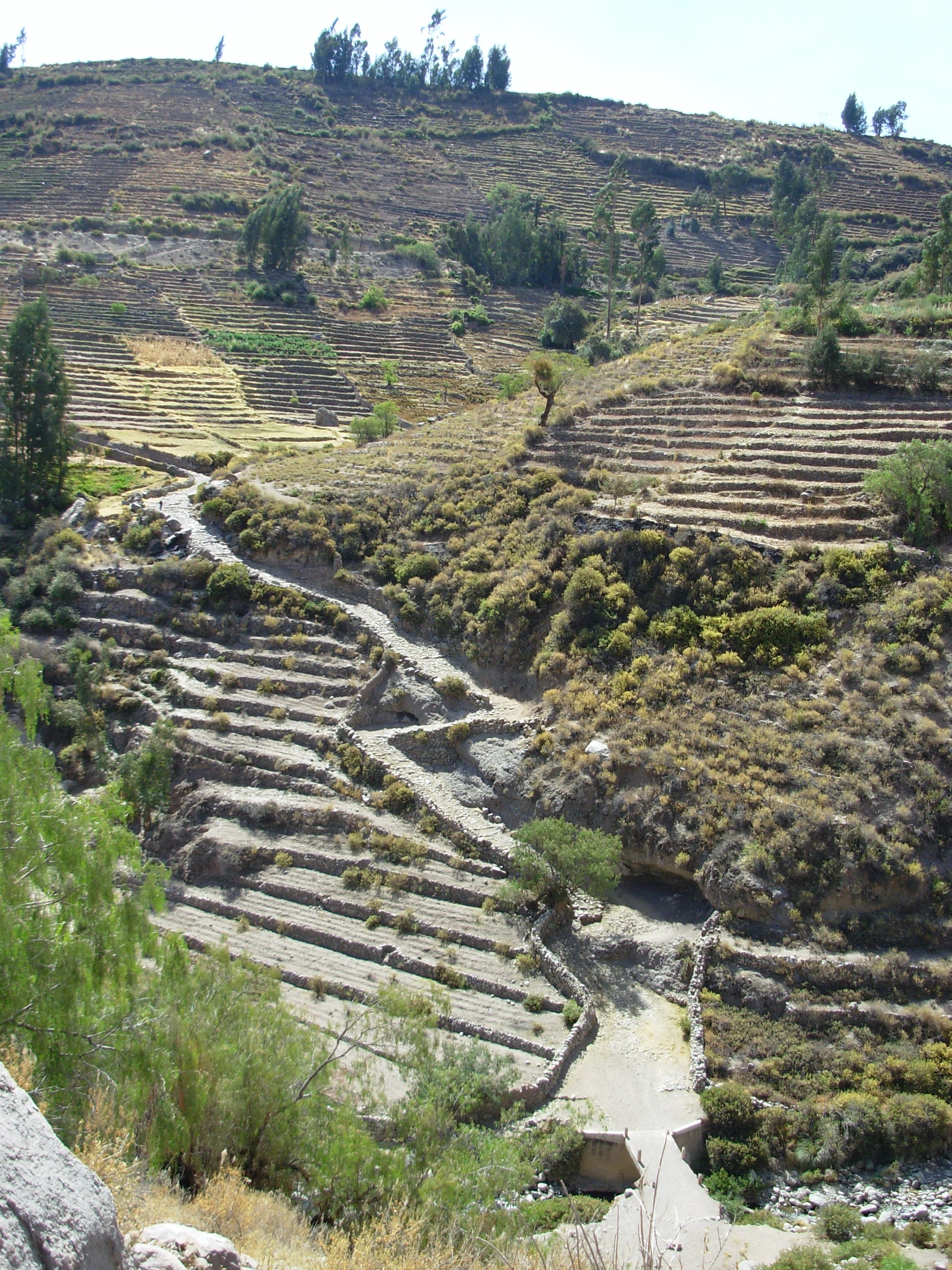
Caminos juntos a andenes preincaicos en la Provincia de Tarata, Perú.
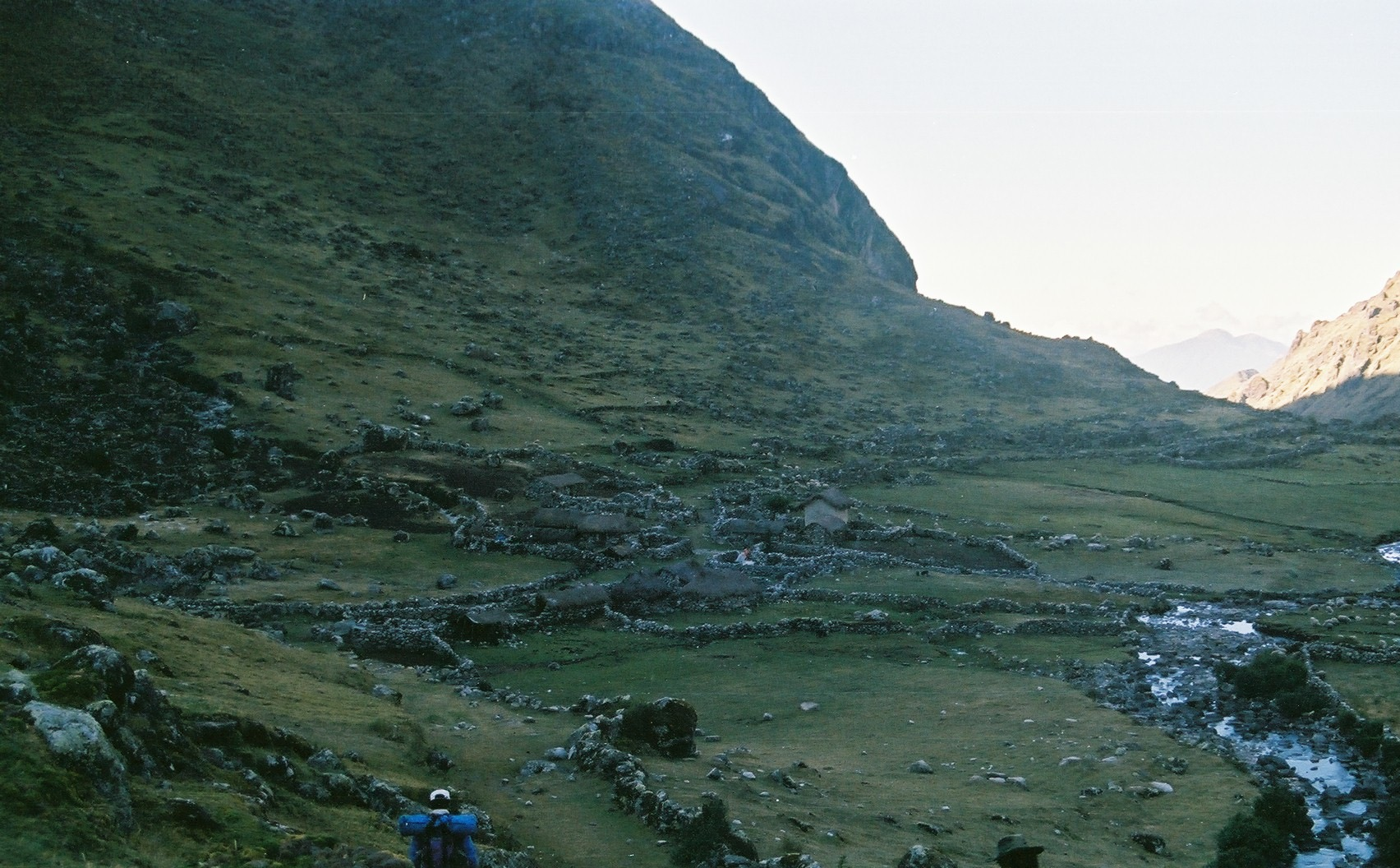
Caminos en La Paz, Bolivia.
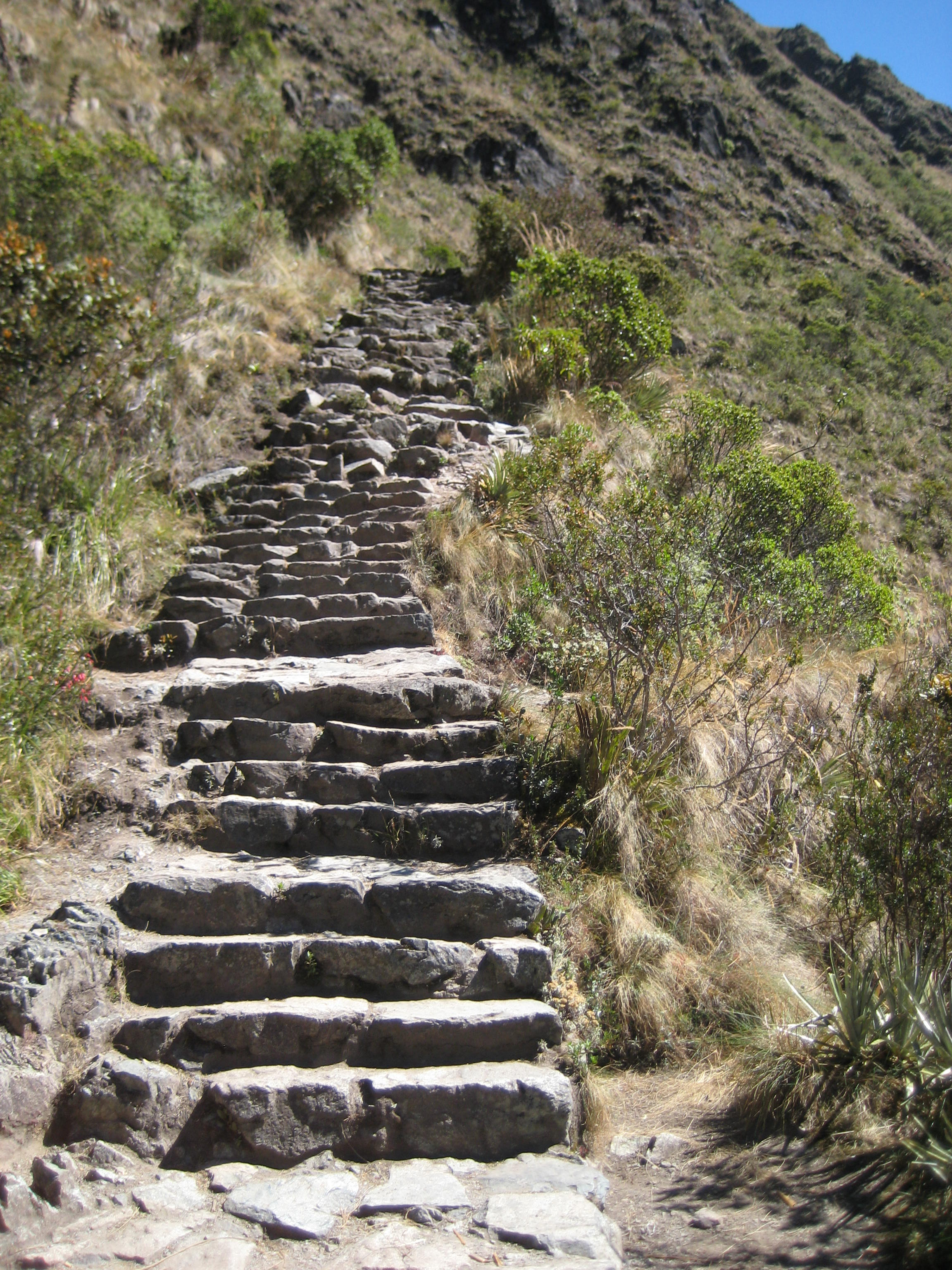
Escalones en una sección del camino.
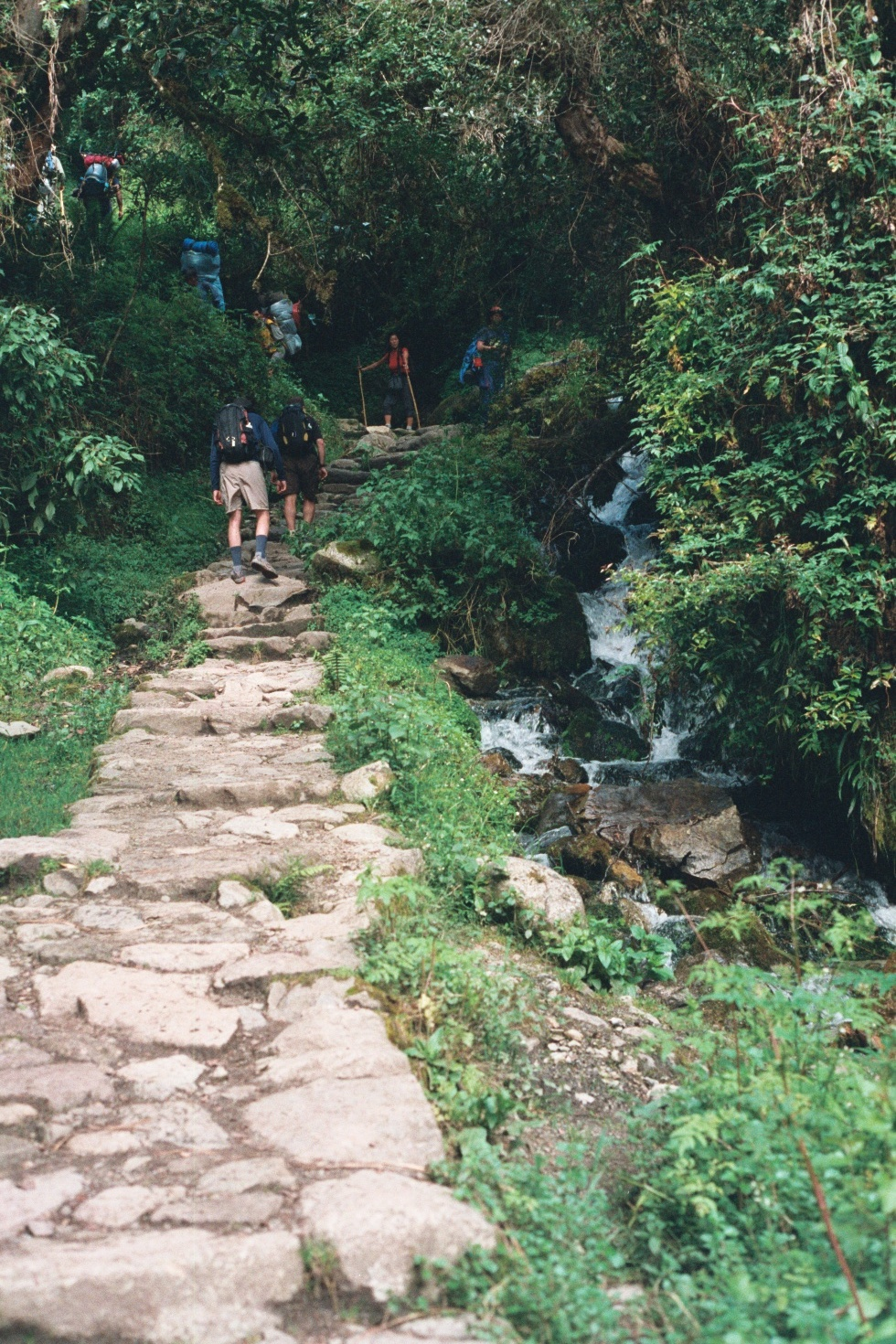
Caminos en dirección a Machu Picchu, Perú.
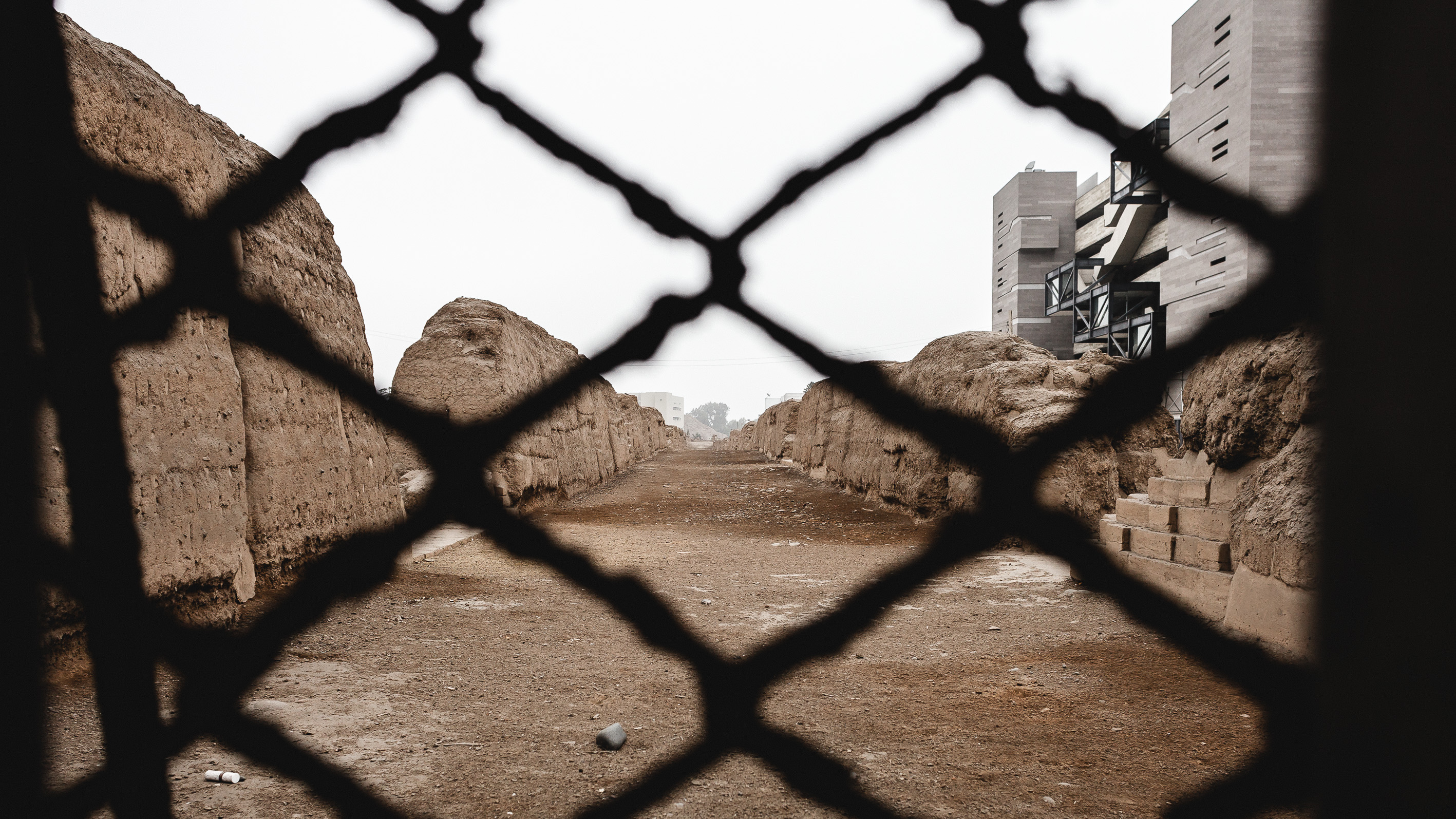
Muros que encierran al Camino en la Universidad Católica en Lima, Perú.